# Шукра (місто)
Шукра (англ. Shuqrah; Shaqrā’; Shuqrā’; араб. شُقرة) - невелике місто на південному узбережжі Ємену в мухафазі Аб'ян. Розташоване приблизно за 120 км на південний схід від Адена, і за 60 км від адміністративного центру мухафази (столиці мухафази) Зинджибар.

## Історія

### Султанат Фадлі
Шукра була столицею султанату Фадлі, який утворився в XVI столітті. 
Зинджибар був обраний британцями для розташування регіональної адміністративної штаб-квартири в 1944 році. Султан Фадль залишився в Шукрі.
Наїб і спадкоємець султана, який з 1958 року контролювався Урядом султанату Фадль, був проголошений султаном англійцями в 1962 році і був першим, хто проживав в Зинджибарі для практичних цілей, хоча палац, який був офіційною резиденцією, розташовувався в Шукрі. Таким чином Шукра була столицею до 1962 року султанату Фадлі  В 1962 році адміністративну столицю перенесли в Зинджибар,  але резиденція султана залишилася в Шукрі.